# プリーズ ミニスカ ポストウーマン!
| 専門評論家によるレビュー | 専門評論家によるレビュー |
| レビュー・スコア         | レビュー・スコア         |
| 出典                     | 評価                     |
| ------------------------ | ------------------------ |
| hotexpress（平賀哲雄）   | 肯定的                   |

「プリーズ ミニスカ ポストウーマン!」は、スマイレージのメジャー8枚目のシングル。2011年12月28日にアップフロントワークス（hachamaレーベル）から発売された。

## 概要
- センターは前田憂佳。
- サブメンバー4人[注釈 3]が正規メンバーに昇格してから初のシングルで[3]、この7人体制では唯一のシングルである[3][注釈 4]。
- 初期メンバーの前田憂佳が最後に参加したシングルとなった[4]。
- 表題曲「プリーズ ミニスカ ポストウーマン!」は、郵便局をイメージして作成された曲であり、衣裳も「郵便局のお姉さん」をイメージしたものである[5]。ミュージック・ビデオの撮影でも郵便物の仕分けシーンが取り入れられた[6]。
- 初回生産限定盤A・B・Cのカップリング曲の「こんにちは こんばんは」は「平和」をコンセプトとした曲である[4]。また、通常盤のカップリング曲の「手を握って歩きたい」は2002年5月9日に発売された後藤真希の楽曲のカバーである[4]。

## 収録曲
全作詞・作曲：つんく

### 初回生産限定盤A・B・C
1. プリーズ ミニスカ ポストウーマン! [5:02]
  - 編曲：大久保薫
2. こんにちは こんばんは [3:06]
  - 編曲：板垣祐介
3. プリーズ ミニスカ ポストウーマン!（Instrumental） [5:02]

### 初回生産限定盤D
1. プリーズ ミニスカ ポストウーマン!
2. スマイレージシングルス 激ヤバリミックス [4:08]
  - 編曲：Yasushi Watanabe
3. プリーズ ミニスカ ポストウーマン!（Instrumental）

### 通常盤
1. プリーズ ミニスカ ポストウーマン!
2. 手を握って歩きたい [4:22]
編曲：大久保薫
3. プリーズ ミニスカ ポストウーマン!（Instrumental）

## 参加メンバー
- 1期：和田彩花、前田憂佳、福田花音
- 2期：中西香菜、竹内朱莉、勝田里奈、田村芽実

## 参加ミュージシャン
プリーズ ミニスカ ポストウーマン!
- キーボード&プログラミング：大久保薫
- ギター：鎌田こーじ
- コーラス：竹内浩明

こんにちは こんばんは
- プログラミング&ギター：板垣祐介
- コーラス：CHINO

手を握って歩きたい
- キーボード&プログラミング：大久保薫
- コーラス：稲葉貴子・つんく